# Srpen 2012
1. srpna – středa
- První medaili na Letních olympijských hrách 2012 v Londýně pro Českou republiku získal kajakář Vavřinec Hradilek, jenž ve vodním slalomu v kategorii K1 získal stříbrnou medaili.[1]

2. srpna – čtvrtek
- Nová egyptská vláda Hišáma Kandíla složila přísahu.[2]

3. srpna – pátek
- Český veslař Ondřej Synek vybojoval na olympijských hrách v Londýně stříbrnou medaili ve skifu mužů.[3]
- Bývalý mongolský prezident Nambaryn Enchbajar byl shledán vinným z korupce a odsouzen ke čtyřem letům odnětí svobody.[4]
- Za léčbu povstalců v době vojenských akcí proti režimu Muammara Kaddáfího dluží Libye Řecku částku 150 milionů euro. Nebyly zaplaceny účty za hotely, nemocnice a soukromé kliniky.[5]

4. srpna – sobota
- V závodě skifu žen na olympijských hrách v Londýně vybojovala česká reprezentantka Miroslava Knapková zlatou medaili.[6]
- Ve střelbě malorážkou na 3×20 ran získala česká střelkyně Adéla Sýkorová na londýnských olympijských hrách bronzovou medaili.[7]

5. srpna – neděle
- České tenistky Andrea Hlaváčková a Lucie Hradecká získaly v ženské čtyřhře na olympijských hrách 2012 stříbrné medaile.[8]

6. srpna – pondělí
- Po jedinečném přistávacím manévru s využitím jeřábu se čtyřmi raketovými motory přistála na povrchu Marsu americká pojízdná laboratoř Mars Science Laboratory - Curiosity, která má planetu zkoumat po následující dva roky.[9]

8. srpna – středa
- V závodě běhu na 400 metrů překážek na olympijských hrách v Londýně vybojovala česká reprezentantka Zuzana Hejnová bronzovou medaili.[10]

9. srpna – čtvrtek
- Čeští kajakáři Daniel Havel, Lukáš Trefil, Josef Dostál a Jan Štěrba získali v čtyřkajaku bronzovou medaili na olympijských hrách v Londýně.[11]
- Česká oštěpařka Barbora Špotáková získala v hodu oštěpem zlatou medaili na olympijských hrách v Londýně.[12]

11. srpna – sobota
- Český závodník David Svoboda vybojoval na olympijských hrách v Londýně v moderním pětiboji zlatou medaili.[13]

12. srpna – neděle
- Jaroslav Kulhavý, český závodník na horských kolech, získal na londýnské olympiádě zlatou medaili v závodě horských kol.[14]
- Nejméně 250 mrtvých a 1800 zraněných si vyžádala silná zemětřesení, která zasáhla oblast kolem města Tabríz na severozápadě Íránu. Hlavní otřes měl sílu 6,2 stupně Richterovy škály a poté následovaly tři menší otřesy. Podle neověřených zpráv bylo 30 vesnic dvojicí nejsilnějších zemětřesení velmi vážně poškozeno a stovky zraněných jsou v kritickém stavu.[15]

15. srpna – středa
- V Los Angeles zemřel dlouholetý člen doprovodné skupiny Eltona Johna, baskytarista Bob Birch.[16]

16. srpna – čtvrtek
- Ekvádor udělil azyl spoluzakladateli serveru WikiLeaks Julianu Assangeovi, který se zdržuje na ekvádorské ambasádě v Londýně. Britské úřady však hrozí, že Assange zatknou i přes to, že pobývá na ekvádorském území.[17]

17. srpna – pátek
- Tři členky punkové skupiny Pussy Riot byly v Moskvě odsouzeny ke dvěma letům vězení za výtržnictví a šíření náboženské nenávisti.[18]

18. srpna – sobota
- Ve věku 73 let zemřel americký zpěvák Scott McKenzie, jehož píseň San Francisco se stala neoficiální hymnou hippies.[19]

19. srpna – neděle
- V průběhu roku 2012 zkrachovalo již sedm českých cestovních kanceláří. Tisíce Čechů tak buď na zájezd vůbec neodjely, nebo se musely předčasně vrátit, v některých případech jim dokonce zadržovali zavazadla.[20]
- Ve věku 68 let zemřel americký režisér Tony Scott, jehož pravděpodobně nejslavnějším filmem byl Top Gun.[21]

20. srpna – pondělí
- Padl absolutní teplotní rekord v historii tuzemských měření, když meteorologové v Dobřichovicích na Praze-západ naměřili teplotu 40,4 stupně Celsia.[22]

21. srpna – úterý
- Představitelé Etiopie oficiálně potvrdili, že premiér Meles Zenawi, jenž v čele státu stál od roku 1991, je po smrti. Jeho nástupcem by se měl stát dosavadní vicepremiér a ministr zahraničí Hailemariam Desalegn.[23]
- Rumunský prezident Traian Băsescu zůstává ve své funkci, když ústavní soud označil za neplatné červencové referendum o jeho odvolání, protože k urnám se tehdy dostavilo pouze 46 % voličů.[24]

24. srpna – pátek
- Soud odsoudil norského masového vraha Anderse Breivika k 21 letům vězení za vraždu 77 lidí, přičemž tento trest může být v budoucnu prodloužen.[25]

25. srpna – sobota
- Ve věku 82 let zemřel americký astronaut Neil Armstrong, který byl prvním člověkem na Měsíci.[26]

26. srpna – neděle
- V největší venezuelské rafinerii ropy Amuay na severozápadě země došlo k mimořádně velké havárii. Po prvotní explozi vznikl rozsáhlý požár. Do současné doby záchranáři objevili již 39 mrtvých a je hlášeno přes osm desítek raněných.[27]

28. srpna – úterý
- Požár v největší venezuelské rafinerii ropy Amuay se šíří a nedaří se jej lokalizovat. Hoří již třetí obří zásobník ropy a počet hlášených obětí na životech stoupl na 48.[28]

29. srpna – středa
- Ministr vnitra Jan Kubice odvolal policejního prezidenta Petra Lessyho a na jeho místo jmenoval jeho náměstka Martina Červíčka.[29]